# Waterloo Lily
Waterloo Lily je čtvrté studiové album britské progresivní rockové skupiny Caravan. Jeho nahrávání probíhalo v listopadu 1971 ve studiu Tollington Park Studios v Londýně. Album produkoval Dave Hitchcock a vyšlo v květnu 1972 u vydavatelství Deram Records. Jde o jediné album této skupiny, na kterém hrál klávesista Steve Miller. Na obalu alba je použita část obrazu ze série A Rake's Progress britského malíře Williama Hogartha.

## Seznam skladeb
Autory všech skladeb jsou Richard Coughlan, Pye Hastings a Richard Sinclair, mimo „It's Coming Soon“ a „Songs and Signs“, které napsal Steve Miller.
| Strana 1 (LP) | Strana 1 (LP)                                                    | Strana 1 (LP) |
| Pořadí        | Název                                                            | Délka         |
| ------------- | ---------------------------------------------------------------- | ------------- |
| 1.            | Waterloo Lily                                                    | 6:47          |
| 2.            | Nothing at All“ / „It's Coming Soon“ / „Nothing at All (Reprise) | 10:25         |
| 3.            | Songs and Signs                                                  | 3:39          |

| Strana 2 (LP) | Strana 2 (LP)                                                                                   | Strana 2 (LP) |
| Pořadí        | Název                                                                                           | Délka         |
| ------------- | ----------------------------------------------------------------------------------------------- | ------------- |
| 4.            | Aristocracy                                                                                     | 3:03          |
| 5.            | The Love in Your Eye“ / „To Catch Me a Brother“ / „Subsultus“ / „Debouchement“ / „Tilbury Kecks | 12:31         |
| 6.            | The World is Yours                                                                              | 3:40          |

| Bonusy na reedici z roku 2001 | Bonusy na reedici z roku 2001 | Bonusy na reedici z roku 2001 |
| Pořadí                        | Název                         | Délka                         |
| ----------------------------- | ----------------------------- | ----------------------------- |
| 7.                            | Pye's June Thing              | 2:58                          |
| 8.                            | Ferdinand                     | 2:57                          |
| 9.                            | Looking Left, Looking Right   | 5:37                          |
| 10.                           | Pye's Loop                    | 1:21                          |

## Obsazení
Caravan
- Pye Hastings – kytara, zpěv
- Steve Miller – piano, elektrické piano (Wurlitzer), varhany (Hammond), elektrické cembalo
- Richard Sinclair – baskytara, zpěv
- Richard Coughlan – bicí

Ostatní
- Lol Coxhill – sopránsaxofon (1, 2)
- Phil Miller – kytara (2)
- Jimmy Hastings – flétna (5)
- Mike Cotton – trubka (5)
- Barry Robinson – hoboj (5)